# Roxanna Panufnik
Roxanna Panufnik (Londres, Reino Unido, 24 de abril de 1968) es una compositora de música clásica británica de ascendencia polaca. Hija del compositor y director Andrzej Panufnik y de su segunda esposa Camilla, de soltera Jessel.  Ha escrito una amplia gama de piezas que incluyen ópera, ballet, teatro musical, obras corales, composiciones de cámara y música para cine y televisión, que se representan regularmente en todo el mundo.

## Biografía
Panufnik nació en Argentina, asistió a la escuela Bedales y luego estudió en la Royal Academy of Music. Es compositora asociada a los London Mozart Players. Sus composiciones son publicadas por Peter's Edition Ltd y grabadas en sellos como Warner Classics, Chandos, Signum y EMI Classics.

### Trayectoria profesional
Entre sus obras más representadas se encuentran Westminster Mass, encargada para el Coro de la Catedral de Westminster con motivo del 75 cumpleaños del Cardenal Basil Hume en mayo de 1998. The Music Program, una ópera para la temporada del Gran Teatro de Varsovia de la Ópera Nacional de Polonia que se estrenó en el Reino Unido en el BOC Covent Garden Festival y escenarios para voces solistas y orquesta de Beastly Tales de Vikram Seth, el primero de los cuales fue encargado por la BBC para Patricia Rozario y City of London Sinfonia.
Panufnik tiene un interés particular en las músicas del mundo, una culminación reciente de esto fue Abraham, un concierto para violín encargado por el Festival de Música de Savannah para Daniel Hope, que incorpora música cristiana, islámica y judía. Después se convirtió en una obertura, encargada por la Orquesta Mundial por la Paz y estrenada en Jerusalén bajo la dirección de Valery Gergiev en 2008 y en 2014 durante la promoción de eventos de la BBC.
Recientemente se estrenó su oratorio Dance of Life, en latín y estonio, incorporando su cuarta misa, escrita para múltiples coros de Tallin y la Orquesta Filarmónica de Tallin (encargada con motivo de su mandato como Capital Europea de la Cultura 2011). 
Su Four World Seasons para la violinista Tasmin Little se estrenó con los London Mozart Players y se transmitió en vivo por BBC Radio 3 el 2 de marzo de 2012, como parte de Music Nation de BBC Radio 3, que celebra los Juegos Olímpicos de 2012 .
Exultate Singers, con sede en Bristol, bajo la dirección de su fundador y director David Ogden, dieron el estreno de Magnificat y Nunc Dimittis de Panufnik para el Festival de Música de Iglesia Contemporánea de Londres en 2012.
Del Magnificat, Panufnik dijo:

Garsington Opera encargó la ópera del pueblo de Panufnik Silver Birch y dio el estreno mundial el 28 de julio de 2017. Con libreto de la escritora Jessica Duchen, esta celebración de música, teatro, poesía y danza reunió a 180 artistas en el escenario y en el foso, de escuelas locales y de la comunidad, trabajando junto a solistas profesionales, Pinewood Group y la Orquesta de la Ópera Garsington. Karen Gillingham, Directora Creativa del Programa de Aprendizaje y Participación de la Ópera de Garsington, dirigido Douglas Boyd, Director Artístico de la Ópera de Garsington.

Inspirada en los temas atemporales de la guerra y las relaciones afectadas por ella, la ópera se basa en los poemas de Siegfried Sassoon y el testimonio de un soldado británico, que sirvió recientemente en Irak, para ilustrar las tragedias humanas de los conflictos pasados y presentes. 
Panufnik fue compositora asociada inaugural de los London Mozart Players, entre 2012 y 2015. Y es vicepresidenta de Joyful Company of Singers.

### Trabajos seleccionados
- Misa de Westminster (1997), encargada para el 75 cumpleaños del Cardenal Basil Hume, realizada en mayo de 1998 en la Catedral de Westminster.
- Powers & Dominions (2001), concertino para arpa y orquesta
- Inkle y Yarico (1996), una reconstrucción de una obra de teatro contra la esclavitud del siglo XVIII.
- The Music Program (1999), una ópera de cámara encargada por la Ópera Nacional de Polonia (basada en una novela de Paul Micou )
- Beastly Tales (2001/2), para soprano y orquesta
- I Dream'd, una de las nueve piezas corales que forman A Garland for Linda en memoria de Linda McCartney
- The Upside Down Sailor, una colaboración con Richard Stilgoe
- Spirit Moves, un quinteto para el conjunto de metales de Bellas Artes
- Private Joe, una obra para el barítono Nigel Cliffe y el Schidlof String Quartet
- Odi et Amo, un ballet para London Musici y Rambert Dance Company
- Olivia, un cuarteto de cuerda para Maggini Quartet, con coro infantil opcional
- Love Abide (2006), una pieza para coro, mezzosoprano, órgano, arpa y cuerdas encargada por la Choral Arts Society de Filadelfia para su 25 aniversario.
- Wild Ways (2008), una pieza para coro, y shakuhachi encargado por Nonsuch Singers y Kiku Day
- So Strong Is His Love (2008), una pieza para coro y cuarteto encargada por los Waltham Singers para el 25 aniversario de su director, Andrew Fardell.
- All Shall be Well (2009), un villancico de Adviento encargado por Exultate Singers para el 20 aniversario de la caída del Muro de Berlín
- The Call (2010), un villancico de Adviento encargado por St John's College, Cambridge
- Magnificat (2012), pieza para coro comisionada por Exultate Singers
- Nunc Dimittis (2012), pieza para coro comisionada por Exultate Singers
- The Song of Names (2012), una pieza para coro y orquesta de cámara encargada por The Portsmouth Grammar School para el Día del Recuerdo
- Silver Birch (2017), una ópera popular encargada por Garsington Opera
- A Cradle Song (2017), pieza para coro y órgano encargada por la Royal Choral Society